# Élections législatives adjariennes de 2020
Les élections législatives adjariennes de 2020 ont lieu le 31 octobre 2020 afin de renouveler pour quatre ans les membres du Conseil suprême de l'Adjarie, une république autonome de Géorgie.  Des législatives au niveau national ont lieu simultanément.

## Système électoral
Le Conseil suprême de la république autonome d'Adjarie est composé de 21 sièges pourvus tous les quatre ans selon un mode de scrutin parallèle.
Sont ainsi à pourvoir 3 sièges au scrutin uninominal majoritaire à deux tours dans autant de circonscriptions électorales. Les candidats sont élus  au premier tour s'ils obtiennent la majorité absolue des suffrages exprimés, et non la majorité absolue. À défaut, un second tour est organisé entre les deux candidats arrivés en tête, et celui recueillant le plus de voix est élu.
À ces sièges majoritaires se rajoutent 18 sièges pourvus au scrutin proportionnel plurinominal de listes fermées dans une unique circonscription nationale, avec un seuil électoral de 1 %.
Les précédentes élections avaient lieu sous un système légèrement différent, avec 6 sièges majoritaires au lieu de 3, selon une version modifiée du scrutin uninominal majoritaire à deux tours. Les candidats arrivés en tête au premier tour étaient élus s'ils obtenaient au moins 33 % des suffrages exprimés, et non la majorité absolue. 15 sièges étaient élus à la proportionnelle avec un seuil de 5 %, pour un même total de 21.

## Campagne
Un total de 22 partis sont en lice pour ces élections.

## Résultats
| Parti                     | Parti                                 | Proportionnelle | Proportionnelle | Proportionnelle | Circonscriptions | Circonscriptions | Circonscriptions | Circonscriptions | Circonscriptions | Circonscriptions | Total | +/-           |
| Parti                     | Parti                                 | Proportionnelle | Proportionnelle | Proportionnelle | Premier tour     | Premier tour     | Premier tour     | Second tour      | Second tour      | Second tour      | Total | +/-           |
| Parti                     | Parti                                 | Votes           | %               | Sièges          | Votes            | %                | Sièges           | Votes            | %                | Sièges           | Total | +/-           |
| ------------------------- | ------------------------------------- | --------------- | --------------- | --------------- | ---------------- | ---------------- | ---------------- | ---------------- | ---------------- | ---------------- | ----- | ------------- |
|                           | Rêve géorgien                         |                 |                 |                 |                  |                  |                  |                  |                  |                  | 14    | en stagnation |
|                           | Mouvement national uni                |                 |                 |                 |                  |                  |                  |                  |                  |                  | 7     | 2             |
|                           | Alliance des patriotes de Géorgie     |                 |                 |                 |                  |                  |                  |                  |                  |                  |       |               |
|                           | Géorgie européenne                    |                 |                 |                 |                  |                  |                  |                  |                  |                  |       |               |
|                           | Parti travailliste géorgien           |                 |                 |                 |                  |                  |                  |                  |                  |                  |       |               |
|                           | Mouvement démocratique - Géorgie unie |                 |                 |                 |                  |                  |                  |                  |                  |                  |       |               |
|                           | Autres partis                         |                 |                 |                 |                  |                  |                  |                  |                  |                  |       |               |
|                           | Indépendants                          |                 |                 |                 |                  |                  |                  |                  |                  |                  |       |               |
|                           |                                       |                 |                 |                 |                  |                  |                  |                  |                  |                  |       |               |
| Suffrages exprimés        |                                       |                 |                 |                 |                  |                  |                  |                  |                  |                  |       |               |
| Votes blancs et invalides |                                       |                 |                 |                 |                  |                  |                  |                  |                  |                  |       |               |
| Total                     | Total                                 |                 | 100             | 18              |                  | 100              |                  |                  | 100              |                  | 21    | en stagnation |
| Abstentions               |                                       |                 |                 |                 |                  |                  |                  |                  |                  |                  |       |               |
| Inscrits / participation  |                                       |                 |                 |                 |                  |                  |                  |                  |                  |                  |       |               |